# Opóźnianie gry (NBA)
Ten artykuł opisuje zagadnienie koszykarskie zgodne z normami NBA.
Zasady w ligach FIBA, NCAA lub innych mogą różnić się od tutaj przedstawionych.
Opóźnianie gry – zabroniona czynność w koszykówce karana faulem technicznym.
Opóźnianie gry powinno zostać ogłoszone w następujących sytuacjach:
- Przytrzymywanie piłki po celnym rzucie z gry lub rzucie wolnym[3].
- Drużyna zapobiega grze od rozpoczęcia w dowolnym czasie[4].
- Jakikolwiek zawodnik lub trener przytrzymuje piłkę, która znalazła się za linią autu[5][6].
- Zawodnik wchodzący do gry, który został przywołany przez sędziego z powodu koszulki nie schowanej do spodni[7].
- Nie oddanie bezzwłocznie piłki do najbliższego sędziego po ogłoszeniu naruszenia przepisów lub faulu osobistego[8].
- Opóźnianie niezwłocznego wprowadzenia piłki do gry[9].
- Dotykanie piłki, zanim została ona wprowadzona z autu do gry[10].
- Przekroczenie linii autu przez obrońcę, zanim piłka została wprowadzona z autu do gry[11].

W tym ostatnim przypadku, jeśli są to ostatnie dwie minuty czwartej kwarty lub dowolnej dogrywki, faul techniczny będzie ogłoszony, jeśli obrońca przekroczy płaszczyznę wyznaczoną przez linię autu, gdy atakujący znajduje się w pozycji do wprowadzenia piłki z autu, a piłka nie została jeszcze wprowadzona.
Pierwsze wykroczenie kończy się ostrzeżeniem. W przypadku kolejnych przewinień powinien zostać ogłoszony faul techniczny.
- Jeżeli kara nałożona została na drużynę broniącą, zegar 24 sekund powinien pozostać w stanie, w jakim został zatrzymany, lub powinien zostać zresetowany do 14 sekund, w zależności od tego, która wartość jest większa. Drużyna atakująca dostaje nowe 8 sekund na przeprowadzenie piłki przez linię połowy boiska[2].
- Jeżeli kara nałożona została na drużynę atakującą, nie wprowadza się żadnych zmian w odmierzaniu czasu[2].

Jeśli powtarzające się akty staną się parodią, trener zostanie poinformowany o tym, że on jest za to odpowiedzialny.